# Estireno-butadieno-estireno
El estireno-butadieno-estireno, frecuentemente abreviado SBS (del inglés Styrene-Butadiene-Styrene) es un elastómero termoplástico sintético obtenido mediante la polimerización de una mezcla de estireno y de butadieno.
No debe confundirse con el caucho estireno-butadieno, conocido habitualmente como SBR, que no es termoplástico.
- Datos: Q5849468